# アジェイ・バンガ
アジェイ・バンガ（Ajay Banga, 1959年11月10日 - ）は、インド出身のアメリカ合衆国の経営者であり、現在は世界銀行総裁。マスターカードの社長兼最高経営責任者(CEO)、米投資会社ジェネラル・アトランティック副会長を歴任した。シク教の信者。

## 人物・経歴
インドのマハーラーシュトラ州プネー近郊のハドキ出身。デリー大学で学士号を取得したのちインド工科大学でMBAを取得した。1981年に学業を終えた後、彼はアメリカに移住し、ペプシコに入社した。そこで20年間働きペプシコ・インターナショナルの社長を務めた。
その後、バンガは2009年にマスターカードに入社し、同社の最高経営責任者（CEO）として同社の世界展開に取り組んだ。また、クレジットカード会社の技術的な発展を促進し、非接触型支払いやモバイル決済のような新しい技術を導入することに注力した。
2023年2月、アメリカのジョー・バイデン政権は、世界銀行の次期総裁候補としてバンガを指名した（世界銀行はアメリカが最大の出資国であるため、アメリカ政府が総裁を指名することが想定されている）。5月3日に次期総裁に選出され、6月2日に就任した。